# 天元 (围棋)
天元是指围棋棋盤正中間的黑點。
圍棋棋盤上共有九個黑點，除外圍的八個點叫作星位，正中間的一點稱為天元，星位和天元合稱九星，而天元附近的地叫中腹。